# Sola, Norge
Sola (eller Solakrossen) är en tidigare tätort i Sola kommun i Rogaland fylke i sydvästra Norge. Orten ingår i tätorten Stavanger/Sandnes och utgör kommunens centralort.